# 富岡港 (熊本県)
富岡港（とみおかこう）は、熊本県天草郡苓北町にある地方港湾。県が管理している。

## 概要

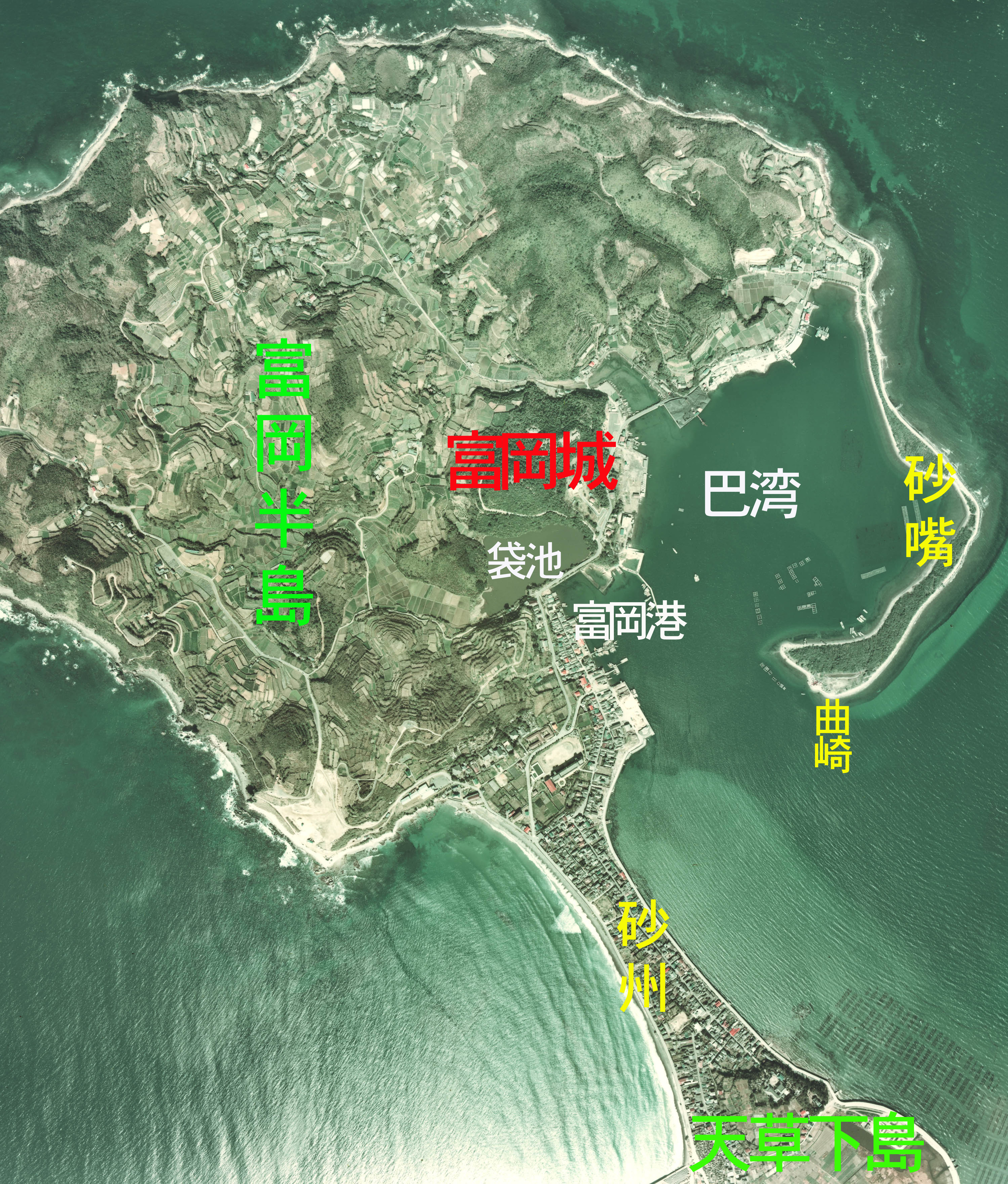
1970年代の富岡港周辺

天草下島の北西端、冨岡半島の東側の巴湾に位置する港である。半島の突端からが突き出した曲崎と呼ばれる砂嘴が天然の防波堤となる良港で、飛鳥時代から中国・朝鮮半島との交易があったとされる。港に隣接する高台には、唐津藩初代藩主の寺沢広高により1605年に築城され、島原の乱では一揆軍12,000人の攻撃を受けた富岡城がある。
明治以後は天草炭田の無煙炭の積み出し港として栄えた。天草炭田は1970年代までに全て閉坑したが、その後は天草陶石の積み出し港となっている。
2015年度の発着数は1,482隻（47,320総トン）、利用客数は164,680人（乗船82,215人、下船82,465人）である。
一帯は2018年（平成30年）10月27日にみなとオアシスに登録していて、富岡港船客待合所（きずなステーション）を代表施設とするみなとオアシス富岡として観光拠点ともなっている。

## 航路

### 苓北観光汽船
- 茂木港 - 富岡港（航海時間45分）

苓北観光汽船が長崎市茂木町の茂木港と当港を結ぶ高速船を1日4往復運航している。

## 港湾施設
- －5.0m岸壁（1,000トン級×4バース）
- 物揚場（－3.0m×121m）
- 物揚場（－2.0m×560m）
- フェリー岸壁（-4.5m） - フェリー用可動橋1基
- 旅客待合所
- 浮桟橋1基（13m×1バース）
- 荷捌地（9,165m2）

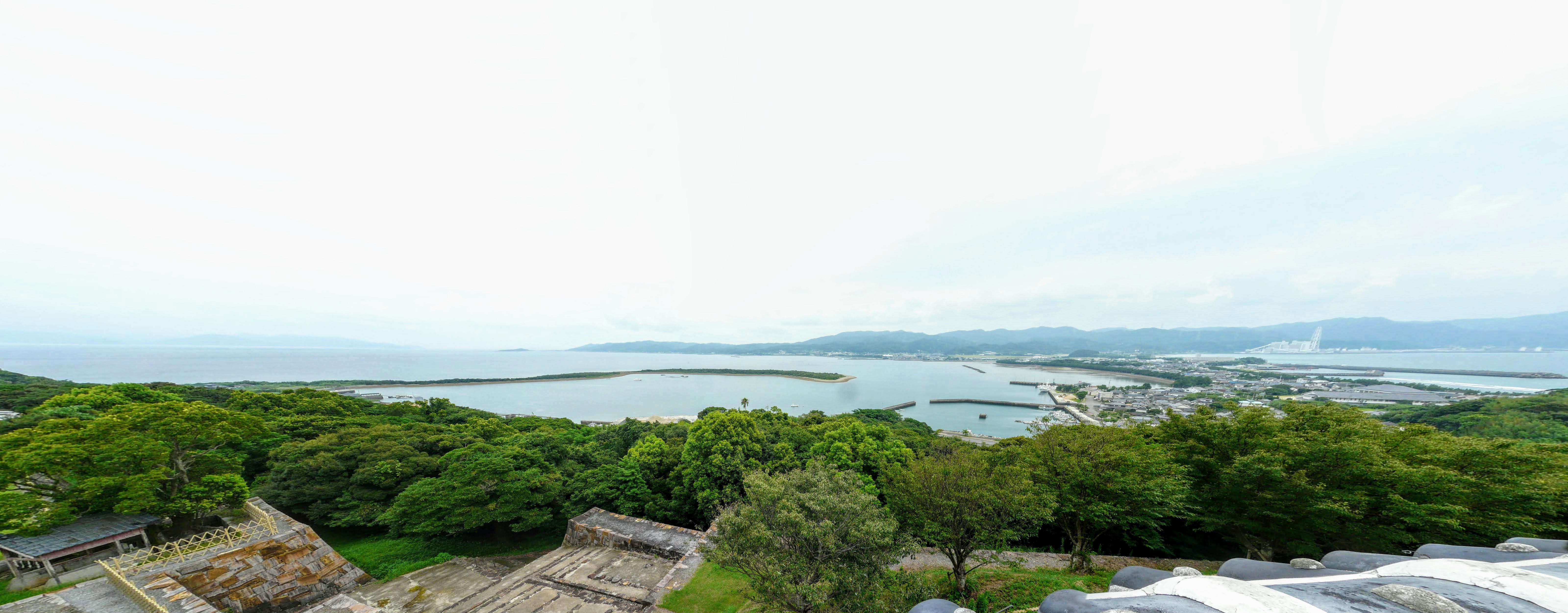
富岡城から見た巴湾、富岡港、富岡の町並
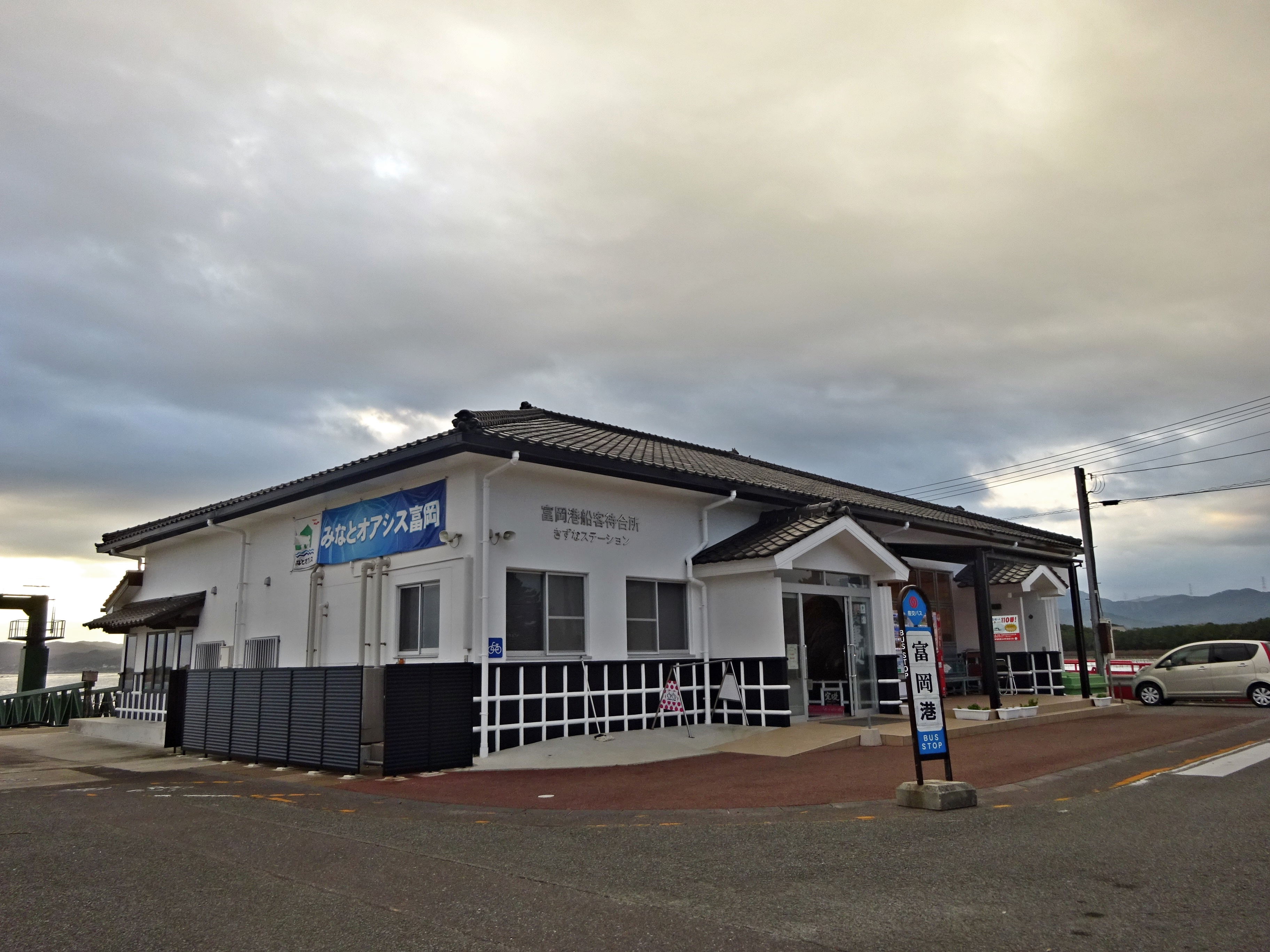
富岡港船客待合所